# 异化作用

分解代谢概图。

异化作用（英語：Catabolism），又稱作分解代謝，是生物的新陈代谢途径，将分子分解成更小的单位，并被氧化释放能量的过程，或用于其他合成代谢反应释放能量的过程。 异化作用将大分子（例如多糖、脂类、核酸和蛋白质）分解成更小的单元（例如分别为单糖、脂肪酸、核苷酸和氨基酸）。
细胞使用从分解聚合物释放的单体来构建新的聚合物分子，或进一步将单体降解为简单的废物产物，释放能量。 细胞废物包括乳酸、乙酸、二氧化碳、氨和尿素。
呼吸作用是异化作用中重要的过程。根据生物的呼吸作用是否需要氧气，可将生物分为需氧生物、厌氧生物和兼性生物。
异化作用的实质是生物体内的大分子，包括蛋白质、脂类和糖类被氧化并在氧化过程中放出能量。能量中的部分为ADP转化为ATP的反应吸收，并由ATP作为储能物质供其他需要。
有氧的异化作用中，糖、脂类、蛋白质等变为含羧基的化合物并进行了脱羧的酶促反应，生成二氧化碳；而氢则由脱氢酶激活在线粒体内经过呼吸链的传递将底物还原逐步释放能量，自身被氧化生成水。
无氧的异化作用缺乏氧这一氧化剂，不能完全将大分子分解，释放出其中的能量。